# Авокатории
Авокатории или дегортатории (фр. décrets de rappel), — юридический термин, существовавший в XVIII-XIX веках, означающий отзыв государством своих подданных из какой-либо страны, объявляемый правительством в исключительных случаях.
Причинами авокатории могут являться неприязненные отношения, объявление войны, опасения дурного примера для своих подданных и т. п.
Так, после Июльской революции во Франции Россия вызвала своих подданных из этой страны, Пруссия вызывала всех своих подданных, изучавших науки в иностранных университетах, немецкие государства — своих подданных-ремесленников из Швейцарии.
Неисполнение требования государства нередко грозило виновному тяжёлыми наказаниями. Особый род дегортатории составляли законы о приобретении и потере прав гражданства в Германском союзе от 1 июня 1870 года (§ 20) и уложение о наказаниях по военным законам Германской империи от 20 июня 1872 года (§ 68).
Согласно русскому праву, не явившийся обратно в страну по вызову правительства подданный Российской империи подвергался лишению всех прав состояния и вечному изгнанию из пределов отечества. (Уложение о наказаниях, 326, 325—328).